# Карпович, Михаил Франциск
Михаил Франциск Карпович (пол. Michał Franciszek Karpowicz; 4 октября 1744, Каменец, Брестская область — 5 ноября 1803, Вигры, Сувалкский повет) — польский поэт, ксёндз, педагог и проповедник, первый епископ Вигерской епархии; доктор богословия.

## Биография
Родился 4 октября 1744 Каменеце; происходил из дворян Брестского уезда. Обучался в Варшавской семинарии миссионеров-лазаристов. 
С 1772 года Михаил Франциск Карпович состоял профессором Главной духовной римско-католической семинарии в Вильне (позднее Императорская римско-католическая духовная академия), получил степень доктора богословия и затем должность в епархиальном капитуле, с званием смоленского архидиакона. 
В 1798 году он был возведен в епископы Вигерской римско-католической епархии, просуществовавшей с 1798 по 1818 год в пределах Сувалкской губернии и бывшей Белостокской области Российской империи. 
Карпович был известен, как выдающийся проповедник; современники, по красноречию, сравнивали его с Жаном-Батистом Масийоном. Сборник его проповедей и речей по различным случаям был издан в Варшаве в 1808—1814 гг. в 8-и томах и переведён затем на чешский язык.
Михаил Франциск Карпович умер 5 ноября 1803 года.